# 晋安湖公园
晋安湖公园是中華人民共和國福建省福州市的一個公園。2021年10月16日，晋安湖公园一期开园。公园总面积逾1700亩，境內的环湖步道总长19.5公里。晋安湖公园內的晋安湖湖体库容151万立方米，集水面积20.5平方公里。晋安湖水源主要来自凤坂河和凤坂一支河。其中凤坂河與晋安河及登云水库相連，凤坂一支河的水源来自鼓山。